# 脂塘鳢属
脂塘鳢属为塘鱧科下的一个属。该属主要分布在大西洋两岸的海洋、淡水和咸水水域，其中一个物种分布在美洲太平洋沿岸。

## 下属
- 側葉脂塘鱧（Dormitator latifrons J. Richardson（英语：John Richardson (naturalist)）, 1844）
- 網紋脂塘鱧（Dormitator lebretonis Steindachner（英语：Franz Steindachner）, 1870）
- 脂塘鱧（Dormitator maculatus Bloch, 1792）
- 胸睛脂塘鱧（Dormitator pleurops Boulenger, 1909）

## 扩展阅读
- 維基物種上的相關：脂塘鱧属
- WoRMS数据：http://www.marinespecies.org/aphia.php?p=taxdetails&id=159699 （页面存档备份，存于）